# Sherry B. Ortner
Sherry Beth Ortner (Newark, New Jersey, 1941. szeptember 19. –) amerikai kulturális antropológus, 2004 óta az UCLA antropológiai professzora.

## Élete
Sherry Beth Ortner 1941 szeptember 19-én született, New Jersey-ben. Egy New Jersey-i zsidó családban nőtt fel, és a Weequahic High School gimnáziumba járt, mint  Philip Rothés és Richie Roberts. 1962-ben leérettségizett a  Bryn Mawr College-ban. Ezután a Chicago University-ben antropológiát tanult Clifford Geertz-szel, és 1970-ben meg kapta a Ph.D. az antropológia területén, a terepmunkaért a nepáli serpákról. Tanított a Sarah Lawrence College-ban , a University of Michigan-ban, a University of California-ban, Berkeley-ben , Columbia University-ben, és a University of California,Los Angeles-ben. Mélyebben folytatott a terepmunkát a nepáli serpákról, oda figyelt a vallásra, a politikára és a serpák szerepére a himalájai hegymászáson.Az utolsó könyve a serpákról, "Life and Death on Mt. Everest" (Élet és halál a Mt. Everest-en), elnyerte a JI Staley díjat, 2004 legjobb antropológiai könyve lett ezzel.
Sherry Ortner 1990-ben MacArthur Fellows Program támogatásában részesült, és ugyanabban az évben megváltoztatta a kutatásai témáját, az Egyesült Államokra. Első projektje az Egyesült Államok "osztályának" jelentése és működése volt, saját középiskolai osztályát vette kutatása etnikai tárgyának. Legutóbbi könyve a hollywoodi filmek és az amerikai kultúra kapcsolatáról szól. Rendszeresen publikál a kulturális elmélet és a feminista elmélet területén is.
1992-ben az American Academy of Arts and Sciences tagja lett. Elnyerte a Svéd Antropológiai és Földrajzi Társaság Retzius-érmét. Ortner háromszor ment férjhez, az első férje Robert Paul volt, kulturális antropológus, jelenleg az Emory University dolgozik és Raymond C. Kellynek, a University of Michigan, antropológiai professzora. Jelenlegi házastársa Timothy D. Taylor, az UCLA Etnomuzikológiai és Zenetudományi Tanszékének professzora.

### Elméleti gondolkodását
Ortner a gyakorlati elmélet jól ismert előadója. Nem a társadalmi reprodukcióra összpontosít, hanem a "komoly játékokra", a társadalom belüli ellenálláson és átalakításon alapul, ahogyan a "Is female to male as nature is to culture?" szövegben is magyarázza, a változáshoz szükséges, hogy más fajta kulturális koncepciót létezzen ahhoz, hogy egy másfajta kulturális koncepció létrejöjjön egy másfajta valóságban kell élnünk, és ahhoz hogy egy másfajta valóságban éljük, egy más élet percepció kellene, hogy legyen az emberekben. 
Amikor sherpákkal dolgozott kialakult egy gondolkodási formája . Érinti a kultúrák közötti kulturális megértés uralkodó korlátait, amely felborítja a kultúra eszméjét, hogy egyszerűen reprodukálható legyen. A társadalmi struktúrát egyfajta sporteseményként jellemzi, ahol az élet olyan mint egy játék a terepen és a szabályokat a társadalom határozza meg. De az egyén még is szabadon dönthet, nem kell követnie a szabályokat. Meg lehet szüntetni az élet szabályait. Ez azt eredményezi, hogy a szabályokat és határokat megváltoztathatóak. Ortner az ellenállás és az átalakulás kérdéseire koncentrál.

### Nő és férfi, avagy természet és kultúra (rövid bemutatást)[6]
Ortner egyik legnépszerűbb munkája, ahol megpróbálja magyarázni a nők másodlagos státuszát a kultúrában illetve társadalomban, megvizsgálja a nők és a férfiak jellemzőit és ezeket össze próbálja hasonlítani vagy kötni a természet és kultúra összefüggésében. Úgy értelmezni, hogy a nők egyenlőek a természettel a jellemzőik miatt, és a férfiak a kultúrával egyenlőek. A nő másodlagos státusza, illetve alárendeltségé a kultúra kezdetétől alapozódik, hiszen amióta létezik a kultúra, a nők a természetes adottságaik miatt egy másodlagos státuszt kaptak, hiszen így alakult a kultúra univerzáléja, de ez nem feltétlenül rossz dolog mert az egyik a másiktól függ, attól, hogy a nő egy ilyen semmiség státuszt kapott, ugyanolyan fontos hiszen a gyermek nevelésben játszik nagyon fontos szerepet, mert ő lesz az első kulturális kontaktus a gyereknek, emiatt a fontos a szerepe a kultúra kialakulásában. Ortner szerint ahhoz, hogy ezt megváltoztassuk az egész rendszer kéne az elejétől megváltoztatni, hogy így egy másfajta kulturális koncepcióban éljük. 

## Művei (könyvei)
- (1974) Nő és férfi,avagy természet és kultúra ,pp. 67–87,in "Woman, Culture, and Society" , edited by M. Z. Rosaldo and L. Lamphere. Stanford, CA: Stanford University Press.
- (1978) "Sherpas through their Rituals" (Sherpák rituálékán keresztül).Cambridge: Cambridge University Press.
- (1981) "Sexual Meanings" A nemi és szexualitás kulturális felépítése ,Harriet Whitehead-szel közösen szerkesztve. Cambridge: Cambridge University Press.
- (1984) "Az antropológia elmélete a hatvanas évek óta". Comparative Studies in Society and History  26 (1): 126-166.
- (1989) "High Religion" A Sherpa buddhizmus kulturális és politikai története . Princeton, NJ: Princeton University Press.
- (1995) "Ellenállás és a nemzetiségi megtagadás problémája"  Comparative Studies in Society and History  37 (1): 173-193
- (1996) "Making gender" a kultúra politikája és sztereotípiája . Boston: Beacon Press.
- (1999)  "Life and Death on Mount Everest" a Sherpas és Himalája hegymászás . Princeton, NJ: Princeton University Press.
- (1999) (szerk.) "The Fate of Culture”: Geertz és túl . Berkeley, CA: University of California Press.
- (2003) "New Jersey Dreaming" Főváros, kultúra és az '58 osztály. Durham, NC: Duke University Press
- (2006) "Anthropology and Social Theory" a Kultúra, hatalom és az ügynök . Durham, NC: Duke University Press.
- (2013) "Not Hollywood" független film az amerikai álom szürkületén . Durham, NC: Duke University Press.